# Пітешті – Римніку-Вилча (пропіленопровід)
Пітешті — Римніку-Вилча (пропіленопровід) — продуктопровід у Румунії для транспортування пропілену на виробничий майданчик концерну Oltchim.
В 1969 році у комплексі нового нафтопереробного заводу в Пітешті запустили першу установку парового крекінгу (піролізу). Того ж року у Римніку-Вилча почав роботу завод оксо-спиртів, котрий потребував для своєї роботи одного з продуктів піролізу — пропілену. В 1975-му в Пітешті з'явилась друга піролізна установка, що дозволило розширити потужності римнік-вилчанського майданчика, де того ж року запустили другий завод оксо-спиртів, в 1977-му — виробництво оксиду пропілену та пропіленгліколю, а ще за рік почали продукувати поліолі (як і пропіленгліколь, їх отримують з оксиду пропілену). Поставки сировини між названими пунктами забезпечувались за допомогою пропіленопроводу довжиною 60 км.
У 2008-му піролізне виробництво у Пітешті закрили через збитковість. Це негативно вплинуло на завод Oltchim-му, де довелось законсервувати розраховане на масове споживання етилену (ще один олефін, котрий отримують під час парового крекінгу) виробництво мономеру вінілхлориду. Водночас діяльність базованих на пропілені напрямків тривала завдяки закупівлі сировини в інших постачальників (можливо відзначити, що пропілен, на відміну від етилену, масово продукують і під час переробки нафти). Станом на другу половину 2010-х розташований у Римніку-Вилча завод оксо-спиртів міг випускати 40 тисяч тонн 2-етилгексанолу на рік, а споживання пропілену всім майданчиком перевищувало 80 тисяч тонн.